# Hemilea
Hemilea is een geslacht van insecten uit de familie van de Boorvliegen (Tephritidae), die tot de orde tweevleugeligen (Diptera) behoort.

## Soort
- H. dimidiata (Costa, 1844)